# El Merder
El Merder és un riu de la comarca del Conflent, a la Catalunya del Nord, que neix en el límit dels termes comunals de Cornellà de Conflent i Rià i Cirac, discorre per aquest darrer terme, després fa de termenal entre aquest mateix terme i el de Codalet i finalment s'aboca en la Tet dins del terme de Rià i Cirac, al nord-est del poble de Cirac.
Travessa tot l'extrem sud i est del terme de Rià i Cirac, on traça una petita vall sinuosa molt marcada en el territori.